# Dypsis furcata
Espèce
Statut de conservation UICN

 EN B2ab(iii) : En danger
Dypsis furcata est une espèce de palmiers (Arecaceae), endémique de Madagascar. En 2012 elle est considérée par l'IUCN comme une espèce en danger d’extinction. Alors qu'en 1995 elle était considérée comme une espèce éteinte dans la nature.

## Répartition et habitat
Cette espèce est endémique de Madagascar où elle est présente dans 2 zones distinctes et éloignées : à Antalaha dans le nord-est de l'île et à Mahanoro dans le centre-est. On la trouve de 100 à 250 m d'altitude. Elle pousse dans les forêts côtières sur un substrat granitique.